# Hans W. Petersen
Hans William Petersen (* 28. Januar 1897 in Kopenhagen; † 27. April 1974 in Gentofte) war ein dänischer Schauspieler.

## Leben
Hans Petersen wuchs als Sohn von Moritz Petersen (1852–1906) und dessen Frau Marie Madsen (1874–1960) in Kopenhagen auf.
Nach seinem Schulabschluss absolvierte er von 1914 bis 1918 seine Schauspielausbildung an der Eleveskole des Königlichen Theaters Kopenhagen, wo er auch sein Bühnendebüt als Darsteller hatte. Petersen war ein vielbeschäftigter und gefragter Theaterschauspieler in Dänemark. Er war von 1918 bis 1921 am Aarhus Teater, von 1921 bis 1929 am Odense Teater und von 1929 bis 1934 am Folketeatret als festes Ensemblemitglied engagiert. Als Bühnendarsteller wirkte er in zahlreichen Theaterstücken, Musicals, Varieté-Shows und Kabarett-Programmen mit. Neben vielen Engagements an namhaften Theaterhäusern spielte er auch an verschiedenen Kleinkunstbühnen oder an Provinztheatern. In seiner rund fünfeinhalb Jahrzehnte lang andauernden Karriere wirkte er als Schauspieler vor der Kamera von 1920 bis zum Jahr 1974 in mehr als 60 Film-und-Fernsehproduktionen mit. Zu Beginn seiner Karriere war er noch in einigen Stummfilmen zu sehen, darunter in einem der zahlreichen Pat-und-Patachon-Filme. Petersen erhielt mehrere Auszeichnungen, so unter anderem den Teaterpokalen und im Jahr 1963 wurde er als Bester Nebendarsteller mit dem Bodil ausgezeichnet.
Hans Petersen war zweimal verheiratet. In erster Ehe war er ab dem 3. Dezember 1918 bis zu ihrem Tod im Jahr 1950 mit der Schauspielerin Else Skouboe (1898–1950) verheiratet. Aus der Ehe gingen der Sohn Ole (1918–1985) und die Tochter Jytte (1920–1997) hervor. Im Jahr 1958 heiratete Petersen erneut. Die Ehe blieb kinderlos und hielt bis zu seinem Tod. Petersen starb im April 1974 im Alter von 77 Jahren in seinem langjährigen Wohnort Gentofte. Seine Grabstätte befindet sich auf dem Mariebjerg-Kirkegard.

## Filmografie (Auswahl)
- 1921: Film, Flirt und Verlobung
- 1922: Er, sie und Hamlet
- 1924: Die Spur der ersten Liebe
- 1926: Die weiße Geisha
- 1928: Pat und Patachon: Raffinierte Meisterdetektive
- 1932: Pat und Patachon schlagen sich durch
- 1933: Mit Pauken und Trompeten
- 1937: Cocktail
- 1944: Biskoppen
- 1954: Karen, Maren und Mette
- 1959: Charles Tante
- 1962: Das tosende Paradies
- 1965: Die Flottenpflaume
- 1966: Der Bettelprinz
- 1966: Hunger
- 1967: Vergiß nicht, deine Frau zu küssen
- 1970: Amour
- 1972: Studentenfutter – Nicht nur Studenten naschen gern